# هدالة
هَدَالة (ج، الهَدَال) (الاسم العلمي: Phragmanthera)، جنس نباتات من فصيلة الإسارية، هي هدالات مبهرجة. أعطانها الأصلية إفريقيا وآسيا المعتدلة، الجنس يحتوي على 35 نوعا. وتستوطن الهدالة العربية (Phragmanthera austroarabica) السعودية في جبال السراة والحجاز.